# Người bán thuốc lá

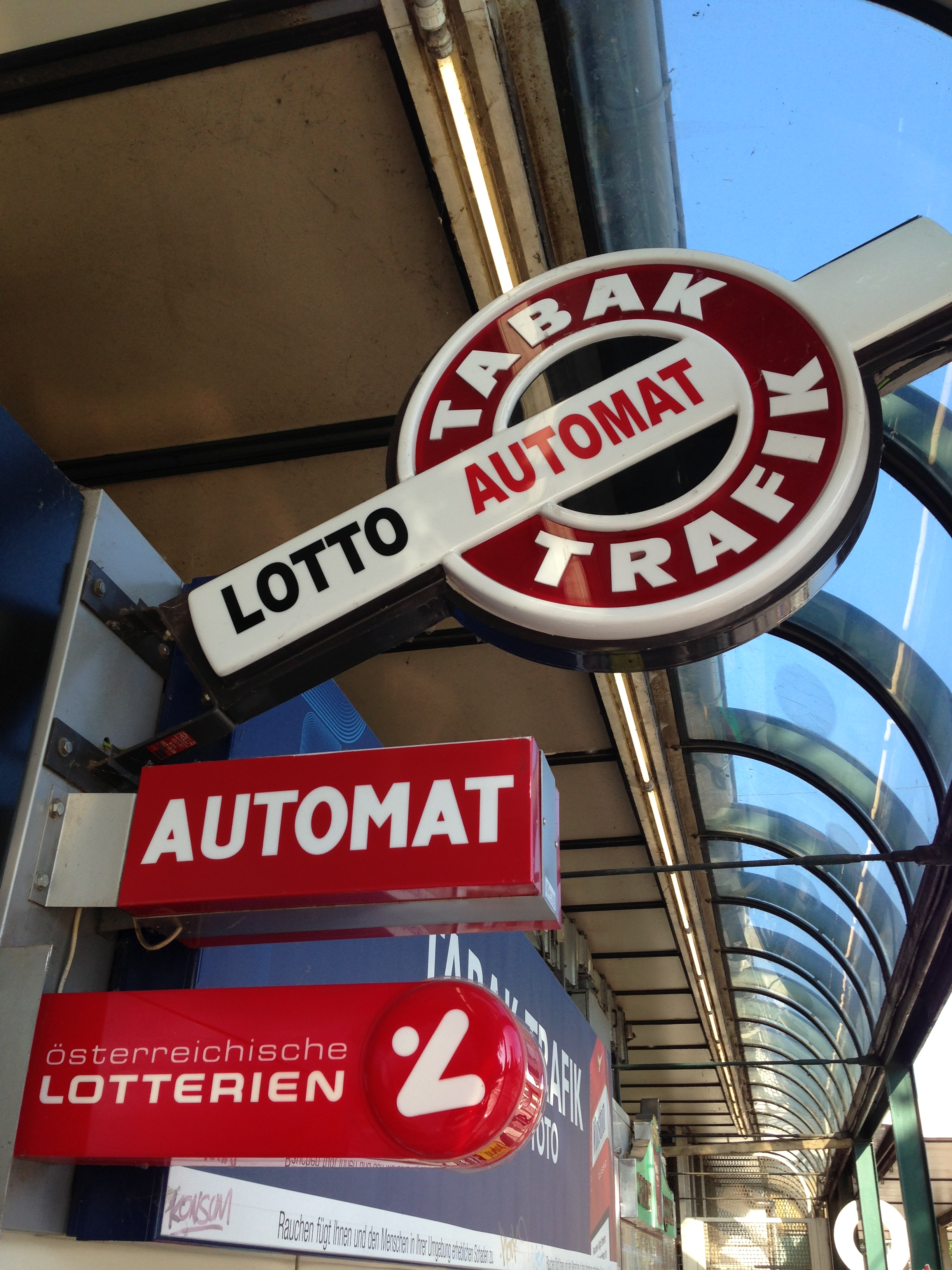
Biển hiệu cửa hàng thuốc lá hiện đại (Tabaktrafik) ở Vienna, Áo.

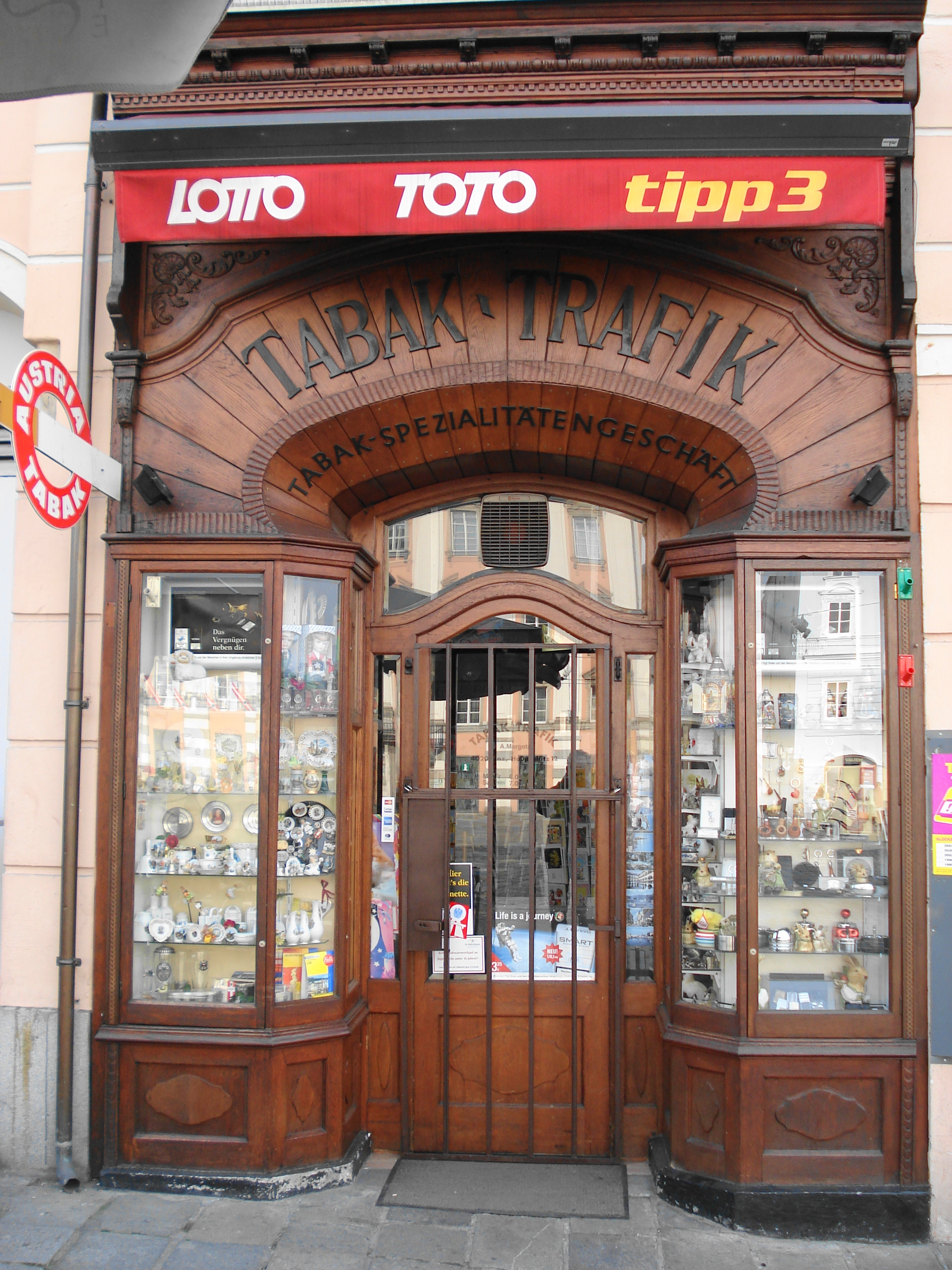
Một tiệm bán thuốc lá tại Áo

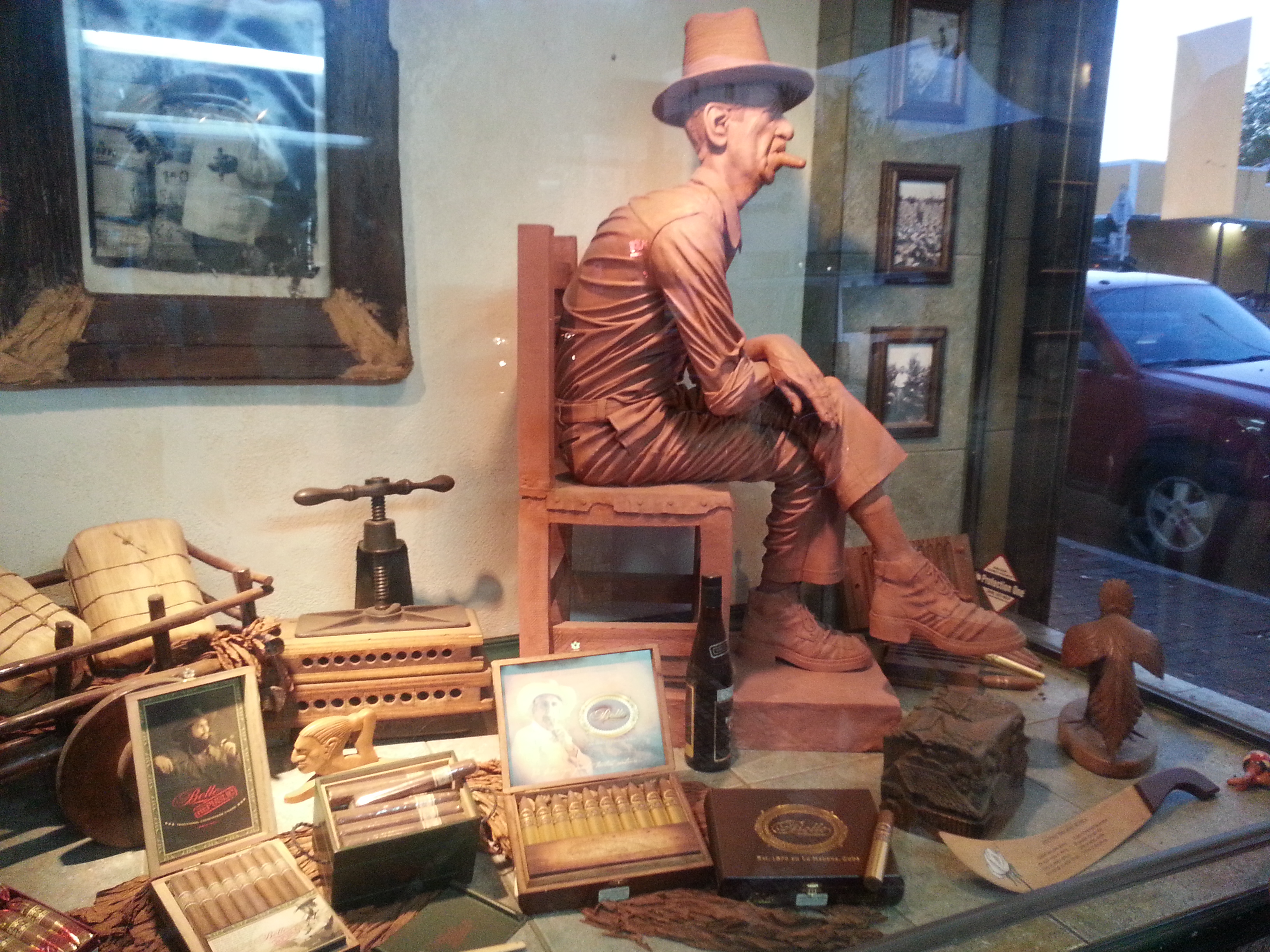
Trong một tiệm bán thuốc lá và xì gà tại Miami

Một người bán thuốc lá hay cửa hàng thuốc lá là một nhà bán lẻ các sản phẩm thuốc lá dưới nhiều hình thức khác nhau và các phụ kiện liên quan, như tẩu, bật lửa, diêm, chất tẩy rửa đường ống, thông tẩu. Các nhà bán lẻ chuyên dụng hơn có thể bán: gạt tàn, thiết bị tạo độ ẩm, ẩm kế, độ ẩm, máy cắt xì gà, v.v.  Sách và tạp chí, đặc biệt là những cuốn liên quan đến thuốc lá thường được cung cấp.  Các mặt hàng không liên quan đến thuốc lá như câu đố, trò chơi, bức tượng nhỏ, bình hông, gậy đi bộ và bánh kẹo đôi khi được bán.  Tại Hoa Kỳ, một cửa hàng bán thuốc lá được truyền thống đại diện bởi một người Ấn Độ bằng gỗ được đặt gần đó.  Hầu hết các nhà bán lẻ thuốc lá bán các loại sản phẩm khác; ngày nay các siêu thị, ở nhiều quốc gia có quầy bán hàng đặc biệt, thường là những người bán chính của các nhãn hiệu thuốc lá phổ biến.  Ở Anh, một sự kết hợp thông thường trong các cửa hàng góc nhỏ đã được một hãng thông tấn bán báo, tạp chí, cũng như bánh kẹo và thuốc lá.  Ở Anh bán lẻ lĩnh vực này được gọi là "LIÊN TỤC" ("bánh kẹo và thuốc lá").

## Trong khoảng
Chuyên gia thuốc lá theo lý thuyết được giáo dục và thực hành trong tất cả những thứ liên quan đến thuốc lá bao gồm các hình thức, màu sắc, mùi hương, kết cấu và mùi vị khác nhau.  Họ sử dụng kiến thức này để cung cấp thông tin liên quan đến khách hàng về các sản phẩm thuốc lá. Do sự suy giảm của ngành công nghiệp thuốc lá trong những thập kỷ gần đây và việc sử dụng rộng rãi các sản phẩm thuốc lá được sản xuất hàng loạt, người nghiện thuốc lá đã trở nên khan hiếm, mặc dù nhiều người hút thuốc vẫn thích mua sản phẩm của họ từ một cửa hàng thuốc lá có quầy thuốc lá phía sau quầy.

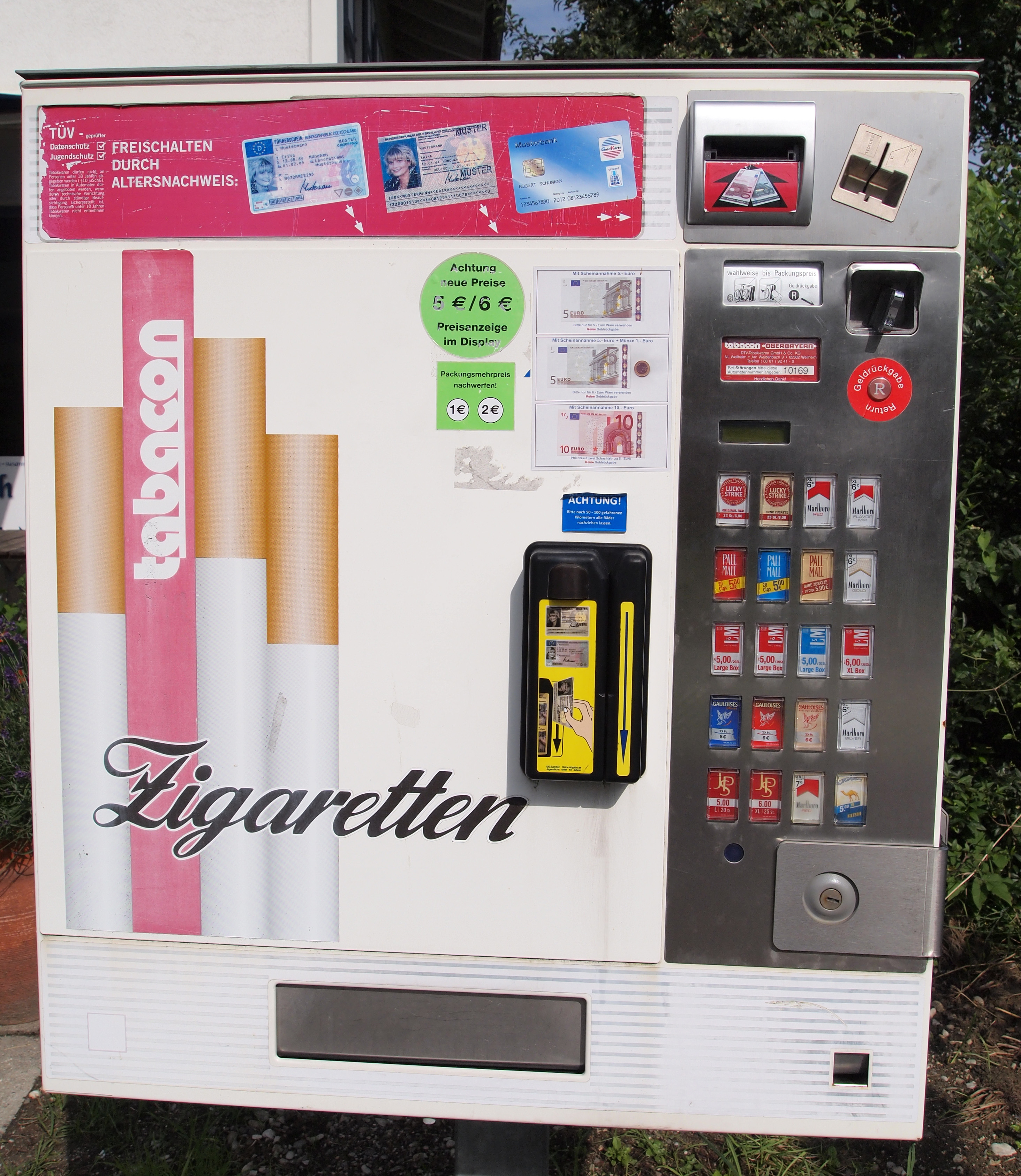
Một máy bán thuốc tự động tại Đức, khi mua phải quét thẻ căn cước để chứng minh đã đủ 18 tuổi

Các cửa hàng thuốc lá tiêu chuẩn ở Hoa Kỳ thường chuyên về thuốc lá, nguồn cung cấp của chính bạn, thuốc lá không khói như thuốc lá nhúng và thuốc lá nhai, xì gà và thuốc lào.  Gần đây, các cửa hàng khói này cũng có thể mang theo nguồn cung cấp vaping, và một số cũng có thể tăng gấp đôi như cửa hàng đầu.
Các cửa hàng thuốc lá cao cấp hơn có xu hướng tập trung nhiều hơn vào xì gà và thuốc lào. Nhiều trong số các cơ sở này sẽ có một hành lang đi bộ, cũng như một phòng hút thuốc hoặc thậm chí là một quán bar. Các cửa hàng này, thường tự phân loại cụ thể là cửa hàng xì gà thường có số lượng hạn chế của các dạng thuốc lá phổ biến khác. Các cửa hàng thuốc lá ở Úc thường là cửa hàng nhượng quyền trong những ngày này, vì những người bán thuốc lá thuộc sở hữu tư nhân thường không hoặc không tuân thủ các cam kết với các công ty thuốc lá lớn. Sau đó, giờ đây có những người bán thuốc lá trực tuyến nhỏ hơn tự gọi mình là Cửa hàng trực tuyến, những cửa hàng này là cửa hàng hoạt động 24 giờ, những cửa hàng này chuyên sâu hơn về dịch vụ và kiến thức.
Ở những quốc gia mà luật kiểm soát thuốc lá rất mạnh, những người bán thuốc lá có thể bị hạn chế thương mại.  Tại Hoa Kỳ, thông thường các nhà thuốc bán lẻ bán thuốc lá và các sản phẩm tương tự trong cùng một cơ sở như thuốc không kê đơn và thuốc theo toa. Các nhà vận động ở Hoa Kỳ ủng hộ việc loại bỏ thuốc lá khỏi các hiệu thuốc do các rủi ro sức khỏe liên quan đến hút thuốc và mâu thuẫn rõ ràng là bán thuốc lá cùng với các sản phẩm cai thuốc lá và thuốc hen. Các nhà bán lẻ dược phẩm phản bác lập luận này bằng cách lập luận rằng bằng cách bán thuốc lá, họ có thể dễ dàng cung cấp cho khách hàng lời khuyên và sản phẩm để bỏ hút thuốc.

## Sử dụng trong nghệ thuật
Người bán thuốc lá, Victoria Walk là một triển lãm đặc trưng tại Bảo tàng Luân Đôn.  Nó trưng bày các cửa hàng trong một nỗ lực để tái tạo vào cuối thế kỷ 19.

## Bộ sưu tập

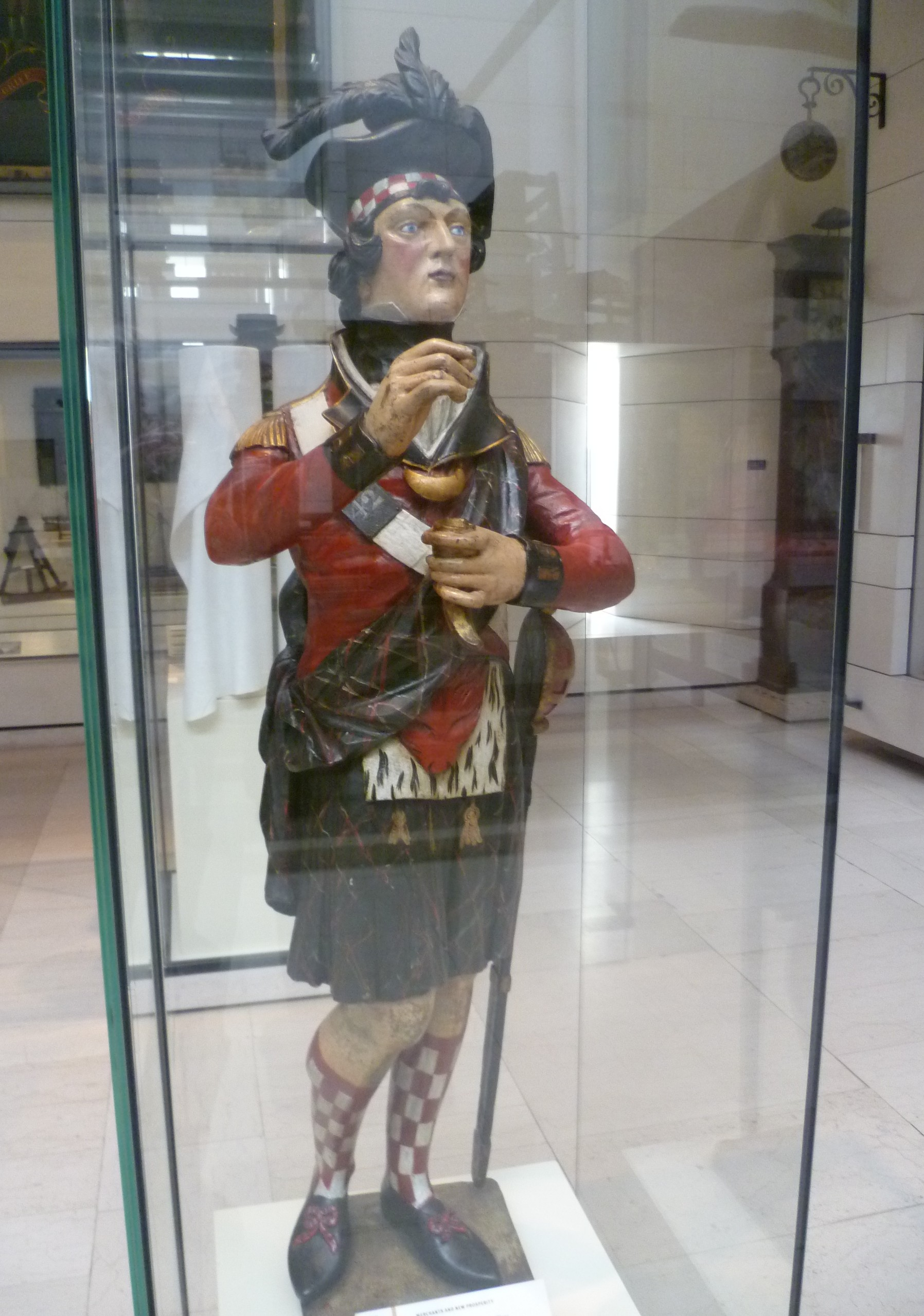
Nhân vật quảng cáo thế kỷ 18 cho một người bán thuốc lá người Anh
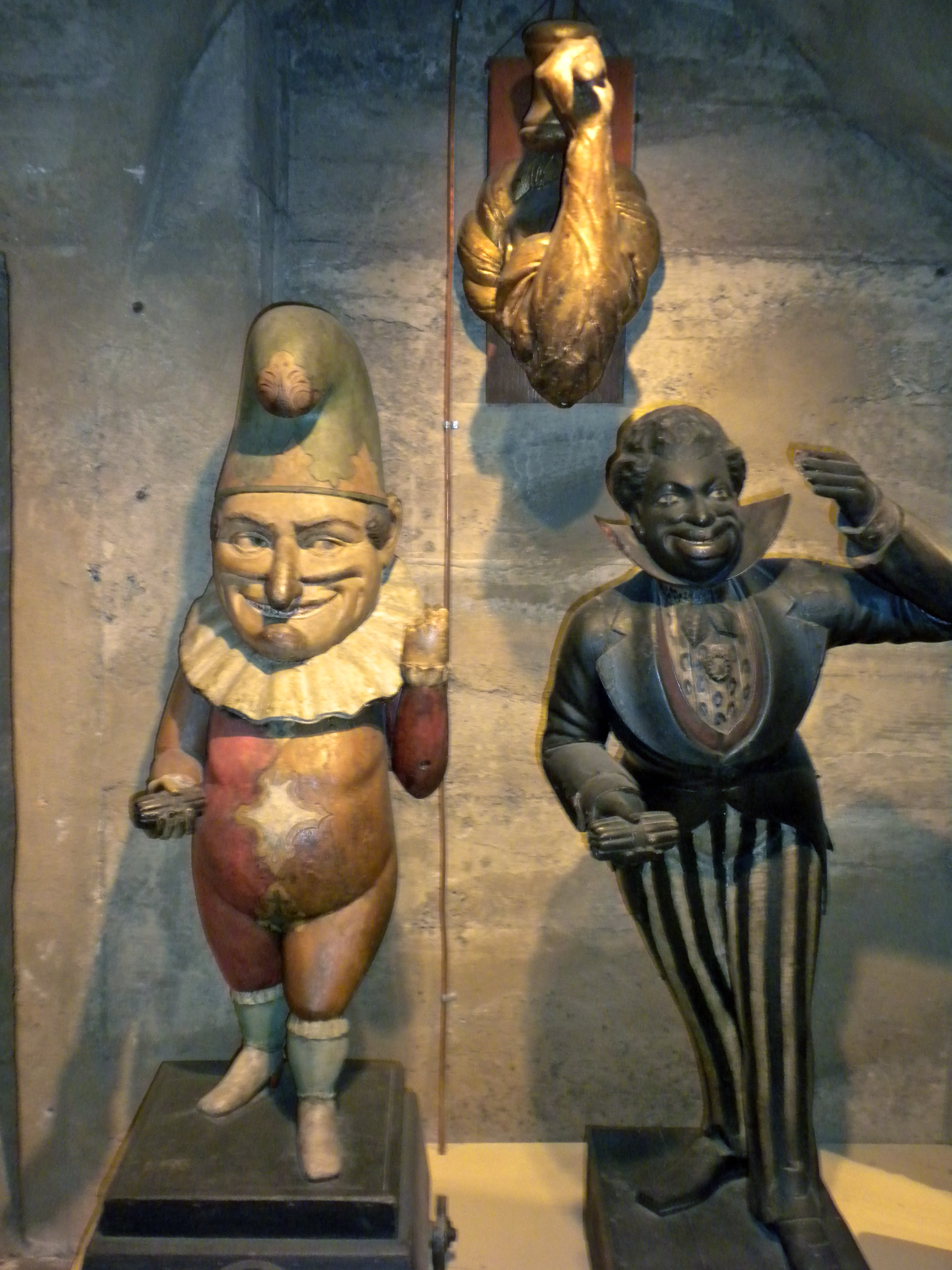
Tượng cửa hàng xì gà thế kỷ 19 từ Bảo tàng Mercer ở Doylestown, Pennsylvania
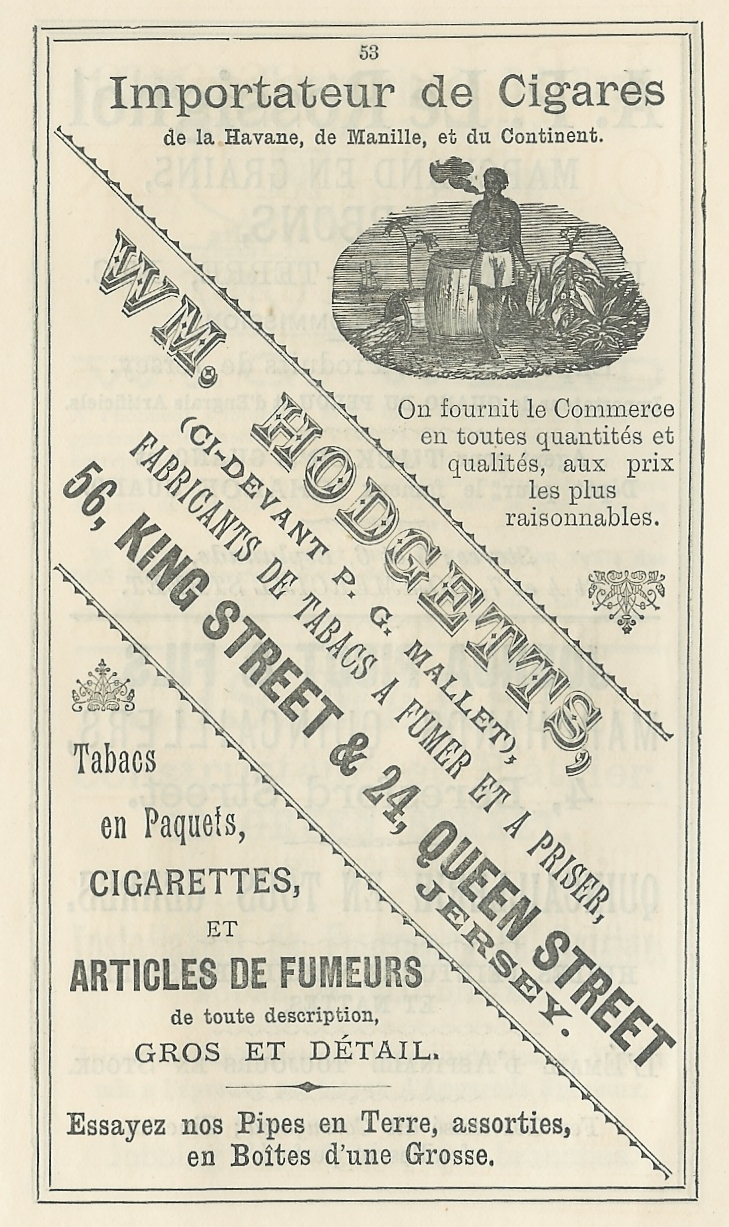
Một quảng cáo cho một người bán thuốc lá từ niên giám của La Chronique de Jersey, 1892
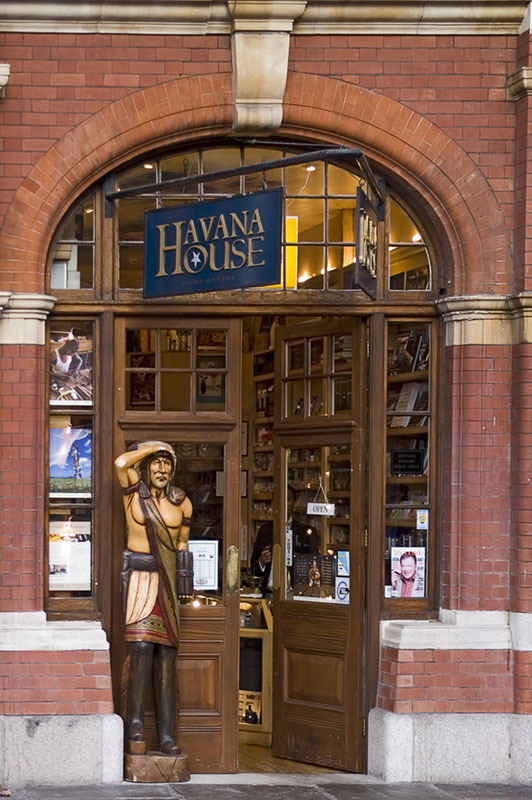
Người bán thuốc lá hiện đại ở Windsor, Vương quốc Anh.
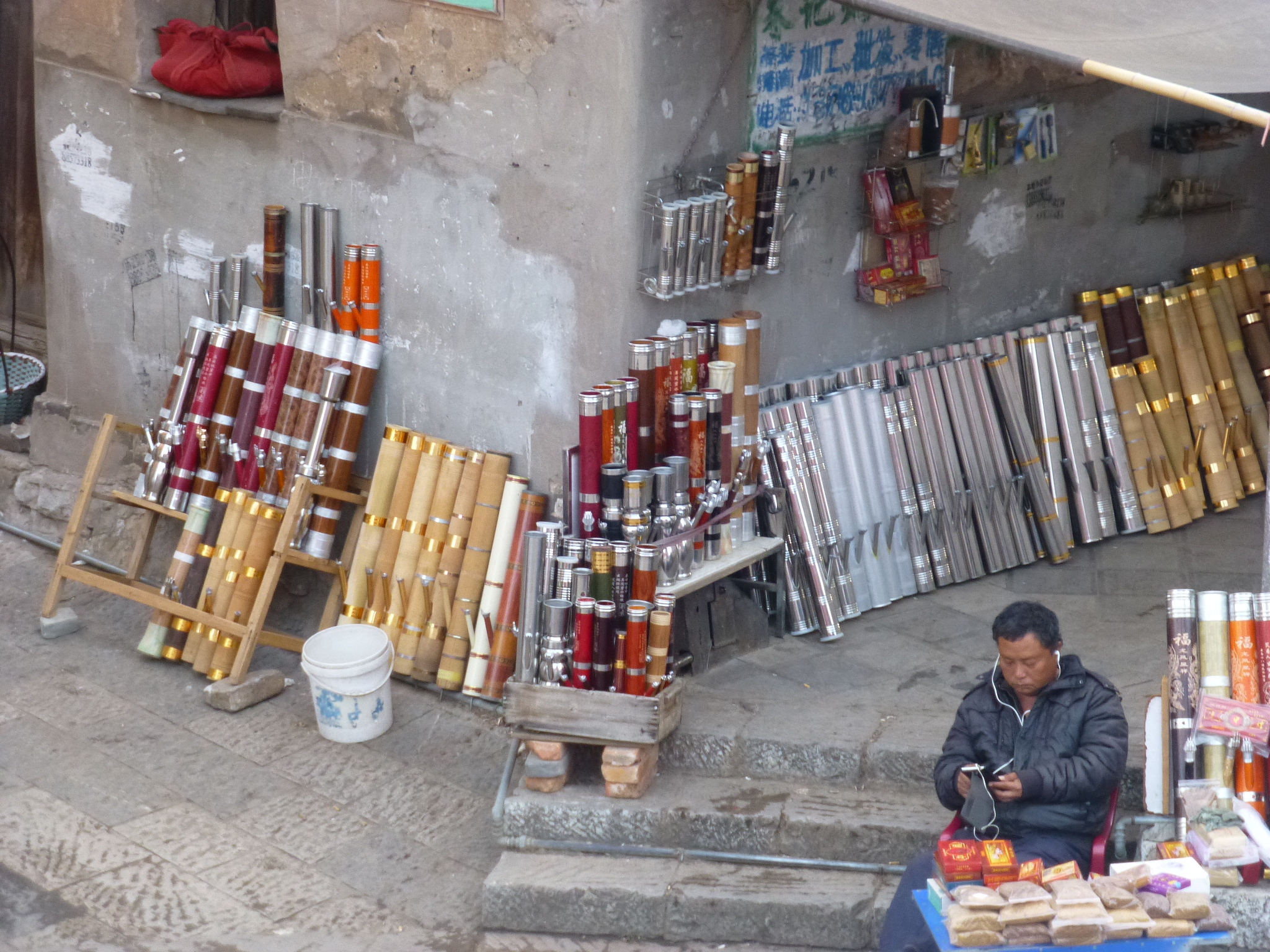
Một nhà cung cấp thuốc lá và truyền thống Vân Nam hút thuốc ống trong Jianshui, Vân Nam, Trung Quốc